# Johann von Wesel
Johann von Wes(s)el, (auch Johannes de Wesalia, Hanns vom Hain, eigentlich Johann Ruch(e)rath von Oberwesel, (* 1425 in Oberwesel; † 25. Februar 1481 in Mainz) war ein spätmittelalterlicher Theologe. Dabei sollte er nicht, wie dies in der älteren Literatur häufig der Fall war, mit dem Niederländer Johann Wessel verwechselt werden, der im selben Zeitraum aktiv war.

## Leben
Wesel studierte ab 1440 an der Universität Erfurt, wurde dort 1445 Magister Artium und bald darauf auch Geistlicher. Er begann damit als Lizenziat öffentliche Vorlesungen zu halten, widmete sich dem Studium der Theologie und wurde am 15. November 1456 Doktor der Theologie. Er erlangte bald einen ausgezeichneten Ruf als Lehrer der Universität. Zugleich hielt er Predigten. 1456 bis 1457 war er Rektor in Erfurt. Um 1460 wurde er als Prediger in die erzbischöfliche Residenz Mainz berufen und anschließend weiter nach Worms geschickt, wo er von 1463 bis 1477 als Domprediger wirkte.
Als im Jahr 1450 durch den Papst Nikolaus V. ein Jubeljahr ausgerufen wurde, kam 1451 Kardinal Nikolaus von Kues nach Erfurt, „um den Ablass und die Gnaden des Jubeljahrs zu verkündigen.“ Hier fiel Wesel durch seinen Auftritt auf, bei dem er sich öffentlich gegen den Ablass aussprach. Zudem verfasste er eine Abhandlung mit dem Titel Disputatio adversus indulgentias (Disput gegen die Ablässe). In seinen These bekräftigt er, dass allein Gott eine Sünde vergeben und die Schuld durch seine Gnade tilgen kann. Ein Mensch hingegen könne nur Sünden vergeben, wenn er selbst beleidigt wurde. Verstößt ein Sünder aber gegen die Gebote Gottes so könne kein Priester diese Sünden vergeben. Wesel legt zudem deutlich dar, dass weder die heilige Schrift, noch die Reden Jesu einen Ablass erwähnten. Diese Sichtweise und eine weitere gegen die Ansprüche des Papsttums gerichtete Schrift Von der Autorität, Pflicht und Vollmacht der geistlichen Hirten, die er zu seiner Amtseinführung in Worms herausgab, bewirkten 1477 die Absetzung und Versetzung als Dompfarrer nach Mainz. In der Schrift hatte er seine Sicht geschildert nach der, der wahre Papst jemand sei, der „uns mit dem Worte Gottes belehrt, […] sei er auch ein Ungelehrter und der geringste Mann im Volke.“ Das Papsttum der damaligen Zeit hingegen „die dreifache Krone, die glänzenden Bullen, die stolzen Hüte sind schuld, dass das Wort Gottes von den Geringen verachtet wird.“
Im Februar 1479, nach Haft im Barfüßerkloster, dem späteren Jesuiten Kloster, wurde er vor ein Ketzergericht der Bettelmönche in Mainz gebracht und durch den päpstlichen Großinquisitor Gerhard von Elten gemeinsam mit Jakob Sprenger zum Widerruf seiner Thesen gebracht. Die Schriften mit seinen Lehren wurden verbrannt. Einige Abschriften sollen sich erhalten haben. Wesel blieb noch zwei Jahre bis zu seinem Tod 1481 im Augustinerkloster in Kerkerhaft. In der Womser Chronik wird es wie folgt beschrieben:

„Anno 1479 dieses jahr ist Johannes Ruchard von Oberwesel, ein doctor der heiligen schrift und prediger zu Worms, als ein ketzer examiniert, verdammt und zum widerruf gedrungen worden, und sind seine bücher verbrannt worden aus anordnung herren Diethers erzbischofs zu Mainz, dazu ihn dann die ketzermeister fast nöthigten, dann dieweil er nach seines Widerparts tod zum erzbisthum mit großer mühe kaum wieder kommen war, bedroheten sie ihn mit des pabsts Ungnaden, er ist in das Augustiner kloster, darinnen büß zu thun, verwiesen worden, aber bald darinnen vor leid dominica Esto mihi gestorben…“

## Werke
- Disputatio adversus indulgentias (1475). In: Ch. W. F. Walch (Hrsg.): Monumenta medii aevi. Band I/1. Göttingen 1757, S. 111–156 (Latein).
- Opusculum de auctoritate, officio et potestate pastorum ecclesiasticorum. In: Ch. W. F. Walch (Hrsg.): Monumenta medii aevi. Band II/2. Göttingen 1764, S. 142 ff. (Latein).
- Kommentar zur aristotel. Physik; Exercitium metaphysicae; Sentenzenkommentar;
- De potestate ecclesiastica; De indulgentiis; De jejunio; Abhandlung über die Unbefleckte Empfängnis (1470).
- Disputatio per litteras mit Johannes v. Lutter, ob der Papst Stellvertreter Christi sei und ob er oder das Konzil etwas unter Todsünde verbieten könne.
- Super modo obligationis legum humanarum ad quendam Nicolaum de Bohemia. um 1478; Ad quendam fratrem de Carthusia de purgacione renum.
- Eine Synodalpredigt über Lukas 18, 9–14, Worms, 30. August 1468. Herausgegeben von Gustav Adolf Benrath. In: Archiv für mittelrheinische Kirchengeschichte. Band 57, ISSN 0066-6432, S. 359–383.